# 굴마개도마뱀붙이
굴마개도마뱀붙이(Diplodactylus conspicillatus)는 배리어블 팻테일 게코(variable fat-tailed gecko), 버로우플러그 게코(burrow-plug gecko)라 불리며, 호주대륙 가운데의 건조한 내륙지대에 고유한 돌도마뱀붙이류(Diplodactylid)의 일종이다. 굴마개는 대륙 전역에 분포하며, 스피니펙스 풀이 우거진 모래사막에서 제일 흔하게 발견된다. 동물원에서 사육되거나 애완동물로서 길러지기도 한다.

## 묘사
돌마개는 몸뚱이가 연황갈색에서 적황갈색을 띄는 중소형 도마뱀붙이류이다. 등 전체에 적갈색 그물무늬가 나있으며, 옅거나 흰색을 띄는 반점이 몸을 뒤덮고 있다. 다리, 입술, 밑부분은 다른 부위보다 창백하며, 주둥이와 눈 사이에 짙은 줄무늬가 존재하고 때로는 눈 뒤까지 뻗친다.
몸뚱이는 통통하며, 팔다리는 짧고 꼬리는 넓고 납작하며 머리 크기와 비슷하다. 길이는 대략 60mm이며, 꼬리 길이는 주둥이-항문 (SVL = 주둥이 끝부분에서 총배설강까지 잰 길이) 길이의 약 40% (대략 24mm) 정도이다.
등비늘은 크고 균일하며 판모양으로 꼬리까지 이어진다. 콧구멍과 주둥이비늘(rostral scale) 사이에는 코앞비늘(anterior nasal scale)이 나있으며, 턱비늘(mental scale)은 반구형이다. 큰 일차입술위비늘(primary supralabial scale)이 나있고, 작고 오돌토돌하며 인접한 눈코사이(en:lore)비늘(loreal scale)보다 크지 않은 입술위비늘(supralabial scale)이 뒤따라 나있다.
굴마개는 대부분의 도마뱀붙이류처럼 눈꺼풀이 없는 대신 투명한 눈비늘이 눈을 엎고 있고, 길고 유연한 혀로 눈을 핥아 촉촉하고 깨끗하게 유지한다.
암수 구분 없이 총배설강옆박차(paracloacal supr)가 있으며, 3-8개의 가시가 모여 나있다. 하지만 암컷의 박차는 인접한 몸비늘에 비해 50%이상 크지 않다. 이 밖에도 항문전공이 없다는 것이 굴마개의 핵심 식별요소이다.

## 분류
굴마개는 1987년에 아서 헨리 루카스와 찰스 프로스트가 최초로 기술하였다.
돌도마뱀붙이속은 27종으로 이루어져 있으며, 보통 스톤 게코나 팻테일 게코라고 불린다. 이 속의 종들은 형태적으로는 유사하나 유전적으로는 떨어져있다. 예를 들어, Diplodactylus kenneallyi, Diplodactylus savage, Diplodactylus pulcher, Diplodactylus conspicillatus는 전부 형태적인 유사성을 지닌다. 따라서 대부분의 돌도마뱀붙이속의 종들은 속의 다양성을 좀 더 정확하게 파악하기 위해 오랫동안 재분류되고 재기술되어왔다.

## 분포와 서식지

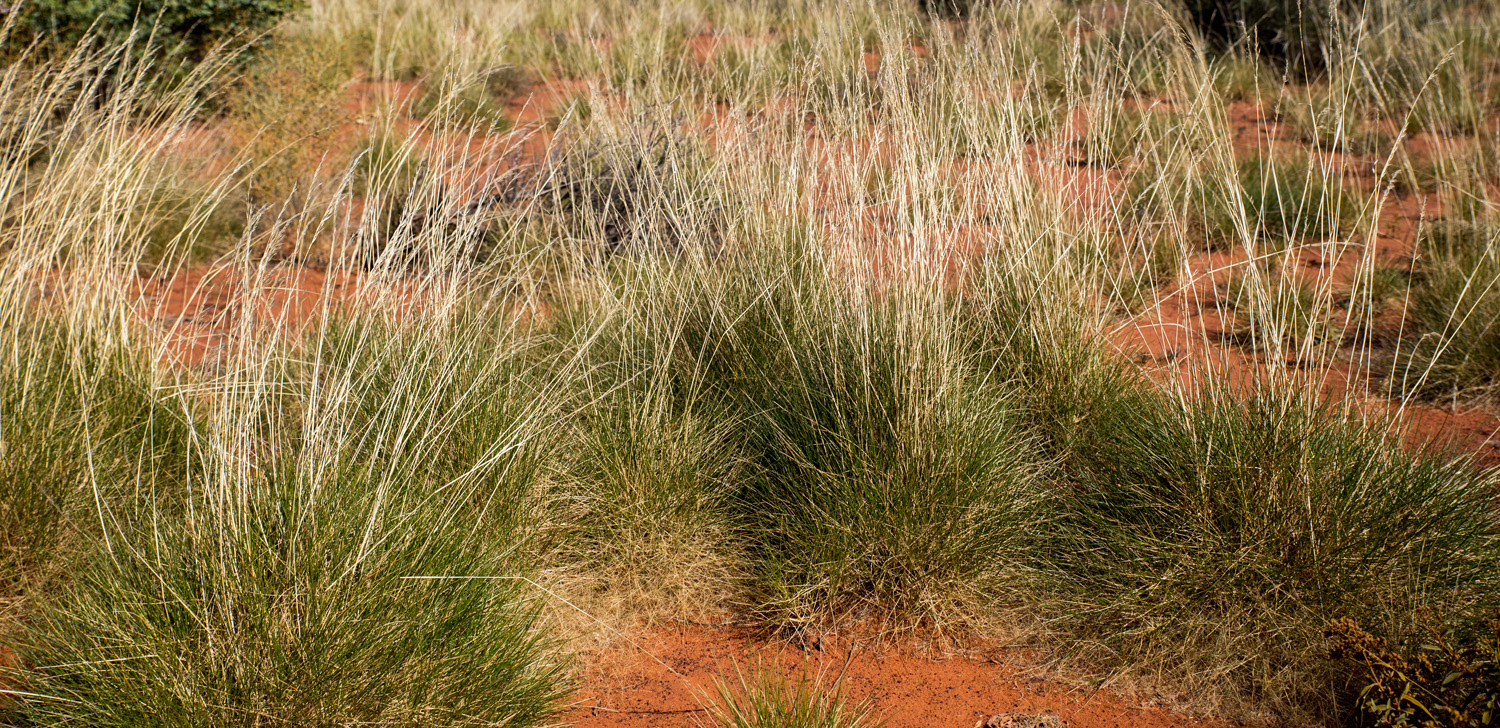
스피니펙스 풀이 우거진 모래사막 서식지

굴마개는 호주 내륙의 건조, 반건조 서식지 전역에 널리 분포한다. 구체적으로는 뉴사우스웨일스주, 퀸즐랜드주, 사우스오스트레일리아에서 웨스턴오스트레일리아 북부와 노던준주의 내륙 지역에 분포한다. 웨스턴오스트레일리아 북서부와 노던준주 북동부의 해안 지역에서도 발견된다.
이 지면성 도마뱀붙이류는 모래사막, 탁 트인 수풀지대, 덤불지대, 바위노두, 바위로 뒤덮인 지역 따위의 다양한 생태계에 서식하지만, 스피니펙스 풀이 우거진 모래사막에서 제일 흔하게 발견된다. 쓰러진 나무, 지면의 균열, 바위 사이, 버려진 도마뱀/거미 땅굴 속에 숨은 채로 발견되곤 한다.

## 생태
굴마개는 다른 도마뱀들처럼 외온성(en:ectothermic)이며, 낮에는 햇빛의 온기와 에너지를 흡수하고, 그 힘으로 밤에 먹이를 사냥하고 소화한다. 굴마개는 야행성으로서 낮에는 바위, 쓰러진 나무, 거미나 도마뱀이 버려준 땅굴 속에 숨는다. 사막에서 살아가는 수많은 동물들이 숨을 곳을 찾는 습성이 있는데, 주행성 포식자를 피하고 적절체온(preferred body temperature (PBT))을 유지하기 위한 것이다.
호주대륙의 외딴 지역에 고유한 굴마개의 행동과 습성에 대해 알려진 것은 거의 없다. 이러한 딜레마는 굴마개가 같은 속에 속한 다른 종과 생김새가 비슷하여 식별하기 어려운 탓이기도 하다. 번식, 사냥, 적응행위에 대한, 혹은 환경생리학(en:ecophysiology)적인 더 많은 연구가 필요하다.

## 식성
굴마개는 식성이 까다로워서 흰개미 이외에는 거의 먹지 않는다. 흰개미 외에는 귀뚜라미, 거미, 개미 따위의 작은 곤충을 먹을 것이다.
호주의 건조한 지역에서는 물을 보기 드물기 때문에 아침이슬 따위의 물 잔여물에서 물을 섭취할 것으로 보인다.

## 번식
굴마개는 난생이며, 이는 알의 형태로 새끼를 낳는다는 것을 뜻한다. 10-2월에, 북쪽에서는 11-3월에 번식한다. 짝짓기행위에 대해서는 거의 알려진 게 없지만, 총배출강돌기(cloacal spur)는 짝짓기 도중 암컷에 몸을 고정하는 데 쓰일 것 같다고 여겨진다.
임신한 암컷은 허리둘레가 눈에 띄게 늘어나며, 알을 쓰러진 나무 따위의 초목 사이의 모래 표면이나 축축한 모래의 꽃줄기에 알을 낳는다. 보통 한 번에 1-2개의 알을 낳으며, 번식기에는 여러 번 산란한다. 알의 크기는 15.5 x 9.25 mm (길이 x 폭) 에 달하며 59–65 일 뒤에는 부화한다. 유체의 크기는 평균 항문까지 24–27 mm (SVL) 에 달한다.
사육시에는 부화한지 12-18개월이 지나서 70-80%의 개체가 성체급 주둥이-항문 길이를 갖추어 성적으로 성숙하는 것이 관찰되었다.

## 위협
맹금류, 뱀, 도마뱀 따위가 야생에서 굴마개를 포식한다. 굴마개는 낮에는 보이지 않는 곳에 은신하여 대부분의 포식자를 피한다.
굴마개는 IUCN 적색 목록에 '관심 필요'로 등재되어 있다. 하지만 대부분의 호주의 종들처럼 현재는 위협받지 않고 있더라도 서식지 파괴와 감소, 기후 변화 같은 증대하는 환경적 위협이나 고양이, 개, 여우 따위의 가정 동물로 인한 포식 따위에 취약하다.